# David Rodríguez Sánchez
David Rodríguez Sánchez (Talavera de la Reina, 14 febbraio 1986) è un calciatore spagnolo, attaccante svincolato.

## Carriera
Ha giocato nella massima serie del campionato spagnolo con Almería e Celta Vigo.